# Acide polyporique
L'acide polyporique est un acide produit par certains champignons et le membre le plus simple de la classe des terphénylquinones. L'acide et son origine ont été décrits pour la première fois en 1877 par Carl Stahlschmidt (1831-1902). La structure de l'acide polyporique a été établie par Fritz Kögl en 1926.

## Occurrence
L'acide polyporique est présent dans certains champignons de l'ordre des Aphyllophorales et dans le lichen des feuilles Sticta coronata. Dans le cas de Hapalopilus rutilans en particulier, la matière sèche est constituée entre 20 % et 43,5% d'acide polyporeux.

## Propriétés
L'acide polyporique forme des solvates rouges à partir de la pyridine et des solvates jaunes à partir du dioxane. Dans les alcalis dilués, le composé se dissout sous la forme d'un colorant de couleur pourpre foncé et précipite sous forme d'un solide jaune ocre lorsqu'il est acidifié. Le sel de potassium violet foncé cristallise avec une solution concentrée d'hydroxyde de potassium.
L'acide polyporique est responsable des symptômes d'intoxication qui surviennent après avoir mangé Hapalopilus rutilans après une période de latence d'environ 12 heures. Ceux-ci sont caractérisés par des troubles nerveux centraux (troubles visuels et de coordination) et une insuffisance rénale. Un symptôme caractéristique de l'intoxication à l'acide polyporique est une coloration violette de l'urine,.

## Biosynthèse
L'acide polyporique se forme par dimérisation de l'acide phénylpyruvique.

## Synthèse en laboratoire
La synthèse selon Friedrich Fichter, fait réagir le 1,4-diphénylbutane-2,3-dione 1 avec de l'oxalate de diéthyle 2 en présence de sodium au sens d'une double condensation céto-Claisen. L'acide polyporique 4 est obtenu à partir du dérivé primaire de cyclohexantétrone 3 via un tautomérisme céto-énol,.